# Oblast Nowgorod
Koordinaten: 58° 9′ N, 33° 0′ O
Die Oblast Nowgorod (russisch Новгородская область/ Nowgorodskaja oblast) ist eine Oblast im Nordwesten Russlands.
Die Oblast liegt auf dem Gebiet der Osteuropäischen Ebene südlich von Sankt Petersburg und nahe den baltischen Staaten. Sümpfe und hügelige Gegenden prägen das Gebiet, in dem auch der Ilmensee liegt. Im Südosten erstreckt sich die Oblast bis an die Waldaihöhen.
Verkehrstechnisch liegt die Oblast gut, die Verbindung Moskau–Sankt Petersburg verläuft quer durch das Gebiet, und es bestehen auch Verbindungen in Richtung Westen (nach Pskow und in die baltischen Staaten) und Süden (Belarus).
Die Oblast Nowgorod wurde am 5. Juli 1944 in der Russischen SFSR aus bisher zur Oblast Leningrad gehörigen Gebieten und dem Rajon Cholm (bisher Oblast Kalinin) gebildet.
Die Stadt Weliki Nowgorod ist eine der ältesten russischen Städte und das Gebiet war als Republik Nowgorod lange ein eigenständiger Staat, der im 13. Jahrhundert Eroberungsversuche der Schweden und Kreuzritter abwehrte. Erst im 16. Jahrhundert unterlag das Gebiet dem Aufstreben Moskaus und kam unter dessen Oberhoheit.
Zu den wichtigsten Industriezweigen gehören die chemische, die elektrische und die metallverarbeitende Industrie. Bedeutung hat auch der Tourismus. Die Stadt Nowgorod, zahlreiche Seen und auch der Waldai-Naturpark an der Grenze zur Oblast Twer locken jährlich Tausende an.
Hauptstadt und größte Stadt ist Weliki Nowgorod, bekannt ist auch noch die Kurstadt Staraja Russa.

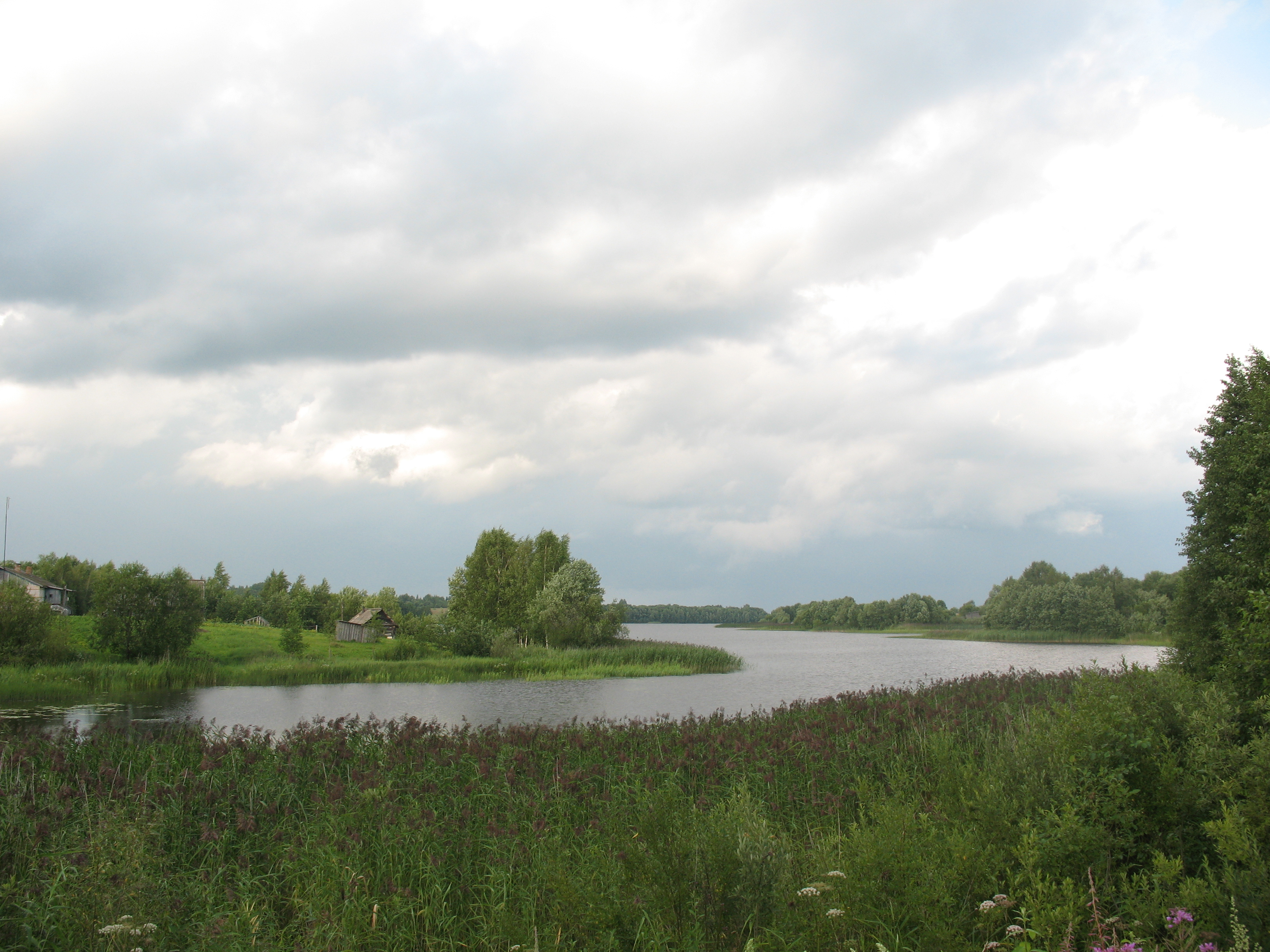
Landschaft in der Oblast Nowgorod (Ostrowenskoje-See)

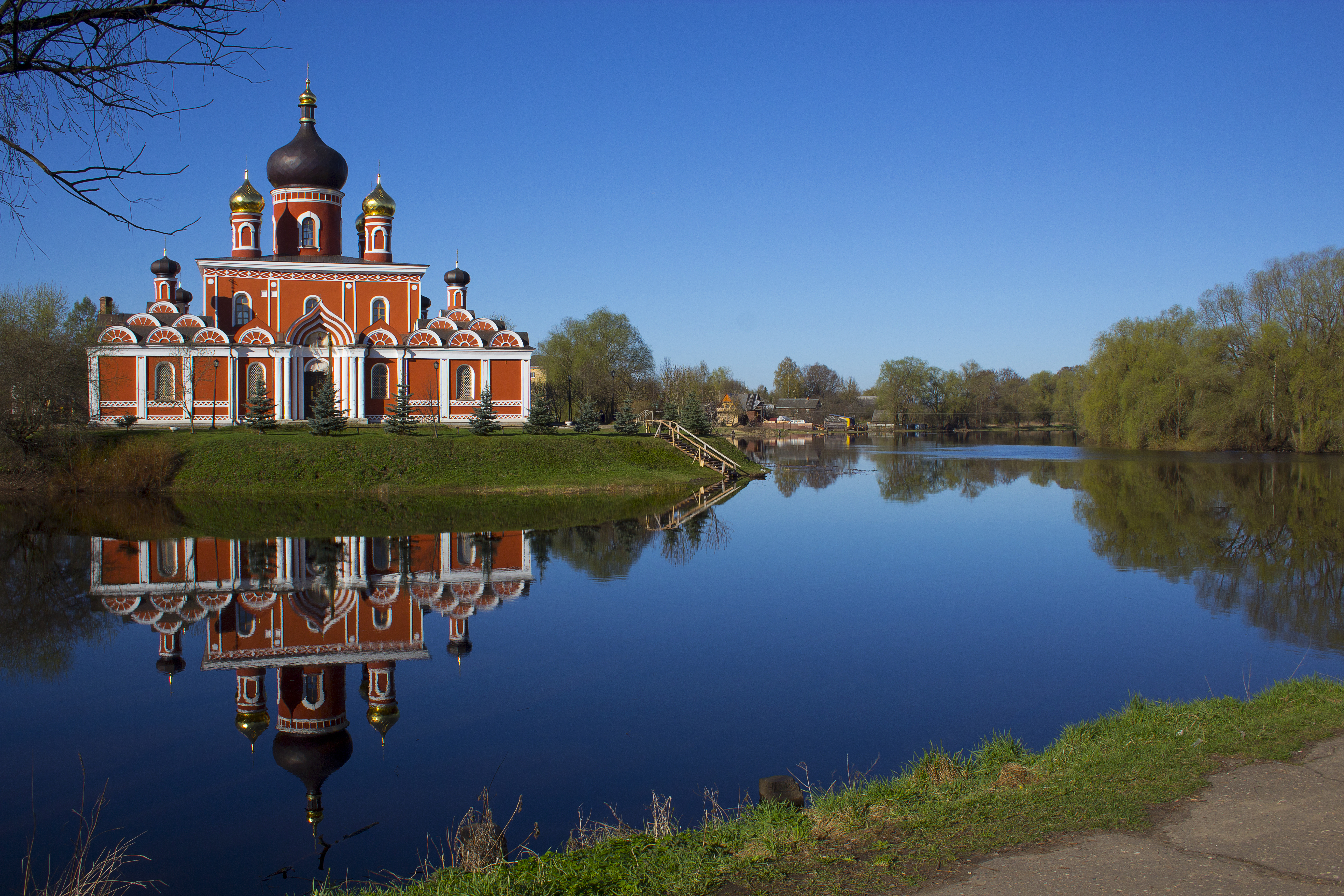
Die Wiederauferstehungskirche in Staraja Russa

## Bevölkerung
Bei den letzten Volkszählungen in den Jahren 2002 und 2010 ergaben eine Bevölkerungszahl von 694.355 respektive 634.111. Somit sank die Einwohnerzahl in diesen acht Jahren um 60.244 Personen (−10,87 %). In Städten wohnten 2010 447.909 Menschen. Dies entspricht 70,64 % der Bevölkerung (in Russland 73 %). Bis zum 1. Januar 2014 sank die Einwohnerschaft weiter auf 622.430. Die Verteilung der verschiedenen Volksgruppen sah folgendermaßen aus:
| Nationalität    | VZ 1989 | Prozent | VZ 2002 | Prozent | VZ 2010 | Prozent |
| --------------- | ------- | ------- | ------- | ------- | ------- | ------- |
| Russen          | 711.760 | 94,70   | 652.165 | 93,92   | 560.280 | 88,36   |
| Ukrainer        | 14.435  | 1,92    | 10.449  | 1,50    | 7.025   | 1,11    |
| Roma            | 3.066   | 0,41    | 3.388   | 0,49    | 3.598   | 0,57    |
| Belarussen      | 6.734   | 0,90    | 5.294   | 0,76    | 3.438   | 0,54    |
| Armenier        | 571     | 0,08    | 1.940   | 0,28    | 1.836   | 0,29    |
| Tataren         | 1.963   | 0,26    | 2.080   | 0,30    | 1.658   | 0,26    |
| Aserbaidschaner | 824     | 0,11    | 1.574   | 0,23    | 1.497   | 0,24    |
| Usbeken         | 751     | 0,10    | 613     | 0,09    | 1.062   | 0,17    |
| Moldawier       | 791     | 0,11    | 601     | 0,09    | 804     | 0,13    |
| Tschetschenen   | 688     | 0,09    | 1.074   | 0,15    | 727     | 0,11    |
| Deutsche        | 927     | 0,12    | 1.010   | 0,15    | 664     | 0,10    |
| Einwohner       | 751.555 | 100,00  | 694.355 | 100,00  | 634.111 | 100,00  |

Anmerkung: die Anteile beziehen sich auf Gesamtzahl der Einwohner. Also mitsamt dem Personenkreis, der keine Angaben zu seiner ethnischen Zugehörigkeit gemacht hat (2002 5.575 resp. 2010 44.716 Personen)
Die Bevölkerung des Gebiets besteht deutlich überwiegend aus Russen. Die Ukrainer waren die einzige nennenswerte ethnische Minderheit in der Oblast Nowgorod. Ihre Zahl – wie auch die Anzahl der Belarussen – sinkt allerdings stark.

## Verwaltungsgliederung und Städte
Die Oblast Nowgorod gliedert sich in 21 Rajons sowie drei Stadtkreise, gebildet von der Haupt- und einzigen Großstadt Weliki Nowgorod und den beiden nächstgrößeren Städten Borowitschi und Staraja Russa. Insgesamt gibt es in der Oblast zehn Städte und elf Siedlungen städtischen Typs.
| Name            | Russisch         | Einwohner (14. Oktober 2010) |
| --------------- | ---------------- | ---------------------------- |
| Weliki Nowgorod | Великий Новгород | 218.717                      |
| Borowitschi     | Боровичи         | 53.690                       |
| Staraja Russa   | Старая Русса     | 31.809                       |
| Waldai          | Валдай           | 16.098                       |
| Pestowo         | Пестово          | 15.903                       |
| Tschudowo       | Чудово           | 15.397                       |

## Weitere Orte
- Wybiti